# Badminton nos Jogos Olímpicos de Verão de 2024 - Simples feminino
O torneio de simples feminino do badminton nos Jogos Olímpicos de Verão de 2024 ocorreu entre 27 de julho e 5 de agosto de 2024 na Porte de La Chapelle Arena, em Paris. Um total de 39 jogadoras de 34 Comitês Olímpicos Nacionais (CON) participaram do evento.

## Qualificação
Cada CON poderia inscrever um máximo de duas competidoras no torneio de simples feminino, se ambas estivessem entre as 16 melhores no ranking "Race to Paris" da Federação Mundial de Badminton (BWF), caso contrário, enviariam uma única jogadora até que a lista de trinta e oito fosse completada. Regras adicionais garantiram que representantes de cada uma das cinco zonas continentais (África, Américas, Ásia, Europa e Oceania) fossem inscritas, além de vagas atribuídas pela comissão tripartite para CONs ainda sem competidoras classificadas.

## Calendário
| G | Fase de grupos | OF | Oitavas de final | QF | Quartas de final | SF | Semifinais | M | Disputas de medalhas |

| 27 jul | 28 jul | 29 jul | 30 jul | 31 jul | 1 ago | 2 ago | 3 ago | 4 ago | 5 ago |
| ------ | ------ | ------ | ------ | ------ | ----- | ----- | ----- | ----- | ----- |
| G      | G      | G      | G      | G      | OF    |       | QF    | SF    | M     |

## Medalhistas
| Ouro   | KOR An Se-young              |
| Prata  | CHN He Bingjiao              |
| Bronze | INA Gregoria Mariska Tunjung |

## Resultados

### Fase de grupos
A fase de grupos foi disputada entre 27 e 31 de julho de 2024. A vencedora de cada grupo avançou para a fase final, sendo que as vencedores dos grupos A, E e P avançaram diretamente para as quartas de final e as demais para as oitavas de final.
|  | Classificadas diretamente às quartas de final |
|  | Classificadas às oitavas de final             |

Todas as partidas seguem o fuso horário local (UTC+2)

#### Grupo A
| Jogador                 | J | V | D | SG | SP | Pts |
| ----------------------- | - | - | - | -- | -- | --- |
| KOR An Se-young         | 2 | 2 | 0 | 4  | 0  | 2   |
| BUL Kaloyana Nalbantova | 2 | 1 | 1 | 2  | 2  | 1   |
| FRA Qi Xuefei           | 2 | 0 | 2 | 0  | 4  | 0   |

| Data        | Hora  | Jogadora 1  | Placar | Jogadora 2          | Set 1 | Set 2 | Set 3 | Relatório |
| ----------- | ----- | ----------- | ------ | ------------------- | ----- | ----- | ----- | --------- |
| 28 de julho | 15:40 | An Se-young | 2–0    | Kaloyana Nalbantova | 21–15 | 21–11 |       | Relatório |
| 30 de julho | 14:00 | Qi Xuefei   | 0–2    | Kaloyana Nalbantova | 18–21 | 18–21 |       | Relatório |
| 31 de julho | 19:30 | An Se-young | 2–0    | Qi Xuefei           | 21–5  | 21–7  |       | Relatório |

#### Grupo C
| Jogador              | J | V | D | SG | SP | Pts |
| -------------------- | - | - | - | -- | -- | --- |
| JPN Akane Yamaguchi  | 2 | 2 | 0 | 4  | 1  | 2   |
| CAN Michelle Li      | 2 | 1 | 1 | 3  | 2  | 1   |
| MYA Thet Htar Thuzar | 2 | 0 | 2 | 0  | 4  | 0   |

| Data        | Hora  | Jogadora 1      | Placar | Jogadora 2       | Set 1 | Set 2 | Set 3 | Relatório |
| ----------- | ----- | --------------- | ------ | ---------------- | ----- | ----- | ----- | --------- |
| 27 de julho | 19:30 | Akane Yamaguchi | 2–0    | Thet Htar Thuzar | 21–12 | 21–10 |       | Relatório |
| 29 de julho | 19:30 | Michelle Li     | 2–0    | Thet Htar Thuzar | 21–16 | 25–23 |       | Relatório |
| 31 de julho | 08:30 | Akane Yamaguchi | 2–1    | Michelle Li      | 22–24 | 21–17 | 21–12 | Relatório |

#### Grupo D
| Jogador                  | J | V | D | SG | SP | Pts |
| ------------------------ | - | - | - | -- | -- | --- |
| THA Supanida Katethong   | 2 | 2 | 0 | 4  | 0  | 2   |
| BRA Juliana Viana Vieira | 2 | 0 | 1 | 2  | 2  | 1   |
| HKG Lo Sin Yan           | 2 | 0 | 2 | 0  | 4  | 0   |

| Data        | Hora  | Jogadora 1         | Placar | Jogadora 2           | Set 1 | Set 2 | Set 3 | Relatório |
| ----------- | ----- | ------------------ | ------ | -------------------- | ----- | ----- | ----- | --------- |
| 27 de julho | 14:50 | Supanida Katethong | 2–0    | Juliana Viana Vieira | 21–16 | 21–19 |       | Relatório |
| 29 de julho | 14:50 | Lo Sin Yan         | 0–2    | Juliana Viana Vieira | 19–21 | 14–21 |       | Relatório |
| 30 de julho | 20:20 | Supanida Katethong | 2–0    | Lo Sin Yan           | 21–14 | 21–9  |       | Relatório |

#### Grupo E
| Jogador               | J | V | D | SG | SP | Pts |
| --------------------- | - | - | - | -- | -- | --- |
| THA Ratchanok Intanon | 2 | 2 | 0 | 4  | 0  | 2   |
| TPE Tai Tzu-ying      | 2 | 0 | 1 | 2  | 2  | 1   |
| BEL Lianne Tan        | 2 | 0 | 2 | 0  | 4  | 0   |

| Data        | Hora  | Jogadora 1        | Placar | Jogadora 2        | Set 1 | Set 2 | Set 3 | Relatório |
| ----------- | ----- | ----------------- | ------ | ----------------- | ----- | ----- | ----- | --------- |
| 28 de julho | 09:20 | Tai Tzu-ying      | 2–0    | Lianne Tan        | 21–15 | 21–14 |       | Relatório |
| 30 de julho | 08:30 | Ratchanok Intanon | 2–0    | Lianne Tan        | 21–8  | 21–8  |       | Relatório |
| 31 de julho | 14:50 | Tai Tzu-ying      | 0–2    | Ratchanok Intanon | 19–21 | 15–21 |       | Relatório |

#### Grupo G
| Jogador                      | J | V | D | SG | SP | Pts |
| ---------------------------- | - | - | - | -- | -- | --- |
| INA Gregoria Mariska Tunjung | 2 | 2 | 0 | 4  | 0  | 2   |
| UKR Polina Buhrova           | 2 | 0 | 1 | 2  | 3  | 1   |
| CZE Tereza Švábíková         | 2 | 0 | 2 | 1  | 4  | 0   |

| Data        | Hora  | Jogadora 1               | Placar | Jogadora 2       | Set 1 | Set 2 | Set 3 | Relatório |
| ----------- | ----- | ------------------------ | ------ | ---------------- | ----- | ----- | ----- | --------- |
| 28 de julho | 14:50 | Gregoria Mariska Tunjung | 2–0    | Polina Buhrova   | 21–10 | 21–15 |       | Relatório |
| 30 de julho | 11:00 | Tereza Švábíková         | 1–2    | Polina Buhrova   | 19–21 | 21–19 | 18–21 | Relatório |
| 31 de julho | 15:40 | Gregoria Mariska Tunjung | 2–0    | Tereza Švábíková | 21–12 | 21–18 |       | Relatório |

#### Grupo H
| Jogador              | J | V | D | SG | SP | Pts |
| -------------------- | - | - | - | -- | -- | --- |
| KOR Kim Ga-eun       | 2 | 2 | 0 | 4  | 1  | 2   |
| MAS Goh Jin Wei      | 2 | 0 | 1 | 3  | 2  | 1   |
| RSA Johanita Scholtz | 2 | 0 | 2 | 0  | 4  | 0   |

| Data        | Hora  | Jogadora 1  | Placar | Jogadora 2       | Set 1 | Set 2 | Set 3 | Relatório |
| ----------- | ----- | ----------- | ------ | ---------------- | ----- | ----- | ----- | --------- |
| 27 de julho | 14:50 | Kim Ga-eun  | 2–0    | Johanita Scholtz | 21–12 | 21–6  |       | Relatório |
| 29 de julho | 14:50 | Goh Jin Wei | 2–0    | Johanita Scholtz | 23–21 | 21–11 |       | Relatório |
| 31 de julho | 08:30 | Kim Ga-eun  | 2–1    | Goh Jin Wei      | 21–17 | 20–22 | 23–21 | Relatório |

#### Grupo I
| Jogador              | J | V | D | SG | SP | Pts |
| -------------------- | - | - | - | -- | -- | --- |
| SGP Yeo Jia Min      | 2 | 2 | 0 | 4  | 0  | 2   |
| MRI Kate Ludik       | 2 | 0 | 1 | 2  | 2  | 1   |
| EOR Dorsa Yavarivafa | 2 | 0 | 2 | 0  | 4  | 0   |

| Data        | Hora  | Jogadora 1  | Placar | Jogadora 2       | Set 1 | Set 2 | Set 3 | Relatório |
| ----------- | ----- | ----------- | ------ | ---------------- | ----- | ----- | ----- | --------- |
| 27 de julho | 09:20 | Yeo Jia Min | 2–0    | Dorsa Yavarivafa | 21–7  | 21–8  |       | Relatório |
| 29 de julho | 11:00 | Kate Ludik  | 2–0    | Dorsa Yavarivafa | 21–5  | 21–11 |       | Relatório |
| 30 de julho | 20:20 | Yeo Jia Min | 2–0    | Kate Ludik       | 21–12 | 21–6  |       | Relatório |

#### Grupo J
| Jogador           | J | V | D | SG | SP | Pts |
| ----------------- | - | - | - | -- | -- | --- |
| JPN Aya Ohori     | 2 | 2 | 0 | 4  | 0  | 2   |
| TUR Neslihan Arın | 2 | 0 | 1 | 2  | 2  | 1   |
| PER Inés Castillo | 2 | 0 | 2 | 0  | 4  | 0   |

| Data        | Hora  | Jogadora 1    | Placar | Jogadora 2    | Set 1 | Set 2 | Set 3 | Relatório |
| ----------- | ----- | ------------- | ------ | ------------- | ----- | ----- | ----- | --------- |
| 28 de julho | 11:00 | Aya Ohori     | 2–0    | Neslihan Arın | 21–9  | 21–7  |       | Relatório |
| 30 de julho | 9:20  | Inés Castillo | 0–2    | Neslihan Arın | 16–21 | 17–21 |       | Relatório |
| 31 de julho | 15:40 | Aya Ohori     | 2–0    | Inés Castillo | 21–12 | 21–8  |       | Relatório |

#### Grupo K
| Jogador              | J | V | D | SG | SP | Pts |
| -------------------- | - | - | - | -- | -- | --- |
| USA Beiwen Zhang     | 2 | 2 | 0 | 4  | 0  | 2   |
| VIE Nguyễn Thùy Linh | 2 | 0 | 1 | 2  | 2  | 1   |
| AUS Tiffany Ho       | 2 | 0 | 2 | 0  | 4  | 0   |

| Data        | Hora  | Jogadora 1       | Placar | Jogadora 2       | Set 1 | Set 2 | Set 3 | Relatório |
| ----------- | ----- | ---------------- | ------ | ---------------- | ----- | ----- | ----- | --------- |
| 27 de julho | 19:30 | Beiwen Zhang     | 2–0    | Tiffany Ho       | 21–9  | 21–4  |       | Relatório |
| 29 de julho | 21:10 | Nguyễn Thùy Linh | 2–0    | Tiffany Ho       | 21–6  | 21–3  |       | Relatório |
| 31 de julho | 08:30 | Beiwen Zhang     | 2–0    | Nguyễn Thùy Linh | 22–20 | 22–20 |       | Relatório |

#### Grupo L
| Jogador                | J | V | D | SG | SP | Pts |
| ---------------------- | - | - | - | -- | -- | --- |
| ESP Carolina Marín     | 2 | 2 | 0 | 4  | 0  | 2   |
| SUI Jenjira Stadelmann | 2 | 0 | 1 | 2  | 3  | 1   |
| IRL Rachael Darragh    | 2 | 0 | 2 | 1  | 4  | 0   |

| Data        | Hora  | Jogadora 1      | Placar | Jogadora 2         | Set 1 | Set 2 | Set 3 | Relatório |
| ----------- | ----- | --------------- | ------ | ------------------ | ----- | ----- | ----- | --------- |
| 28 de julho | 19:30 | Carolina Marín  | 2–0    | Jenjira Stadelmann | 21–11 | 21–19 |       | Relatório |
| 30 de julho | 16:30 | Rachael Darragh | 1–2    | Jenjira Stadelmann | 21–13 | 22–24 | 15–21 | Relatório |
| 31 de julho | 14:00 | Carolina Marín  | 2–0    | Rachael Darragh    | 21–5  | 21–5  |       | Relatório |

#### Grupo M
| Jogador                            | J | V | D | SG | SP | Pts |
| ---------------------------------- | - | - | - | -- | -- | --- |
| IND P.V. Sindhu                    | 2 | 2 | 0 | 4  | 0  | 2   |
| EST Kristin Kuuba                  | 2 | 0 | 1 | 2  | 2  | 1   |
| MDV Fathimath Nabaaha Abdul Razzaq | 2 | 0 | 2 | 0  | 4  | 0   |

| Data        | Hora  | Jogadora 1    | Placar | Jogadora 2                     | Set 1 | Set 2 | Set 3 | Relatório |
| ----------- | ----- | ------------- | ------ | ------------------------------ | ----- | ----- | ----- | --------- |
| 28 de julho | 09:20 | P.V. Sindhu   | 2–0    | Fathimath Nabaaha Abdul Razzaq | 21–9  | 21–6  |       | Relatório |
| 30 de julho | 08:30 | Kristin Kuuba | 2–0    | Fathimath Nabaaha Abdul Razzaq | 21–7  | 21–9  |       | Relatório |
| 31 de julho | 09:20 | P.V. Sindhu   | 2–0    | Kristin Kuuba                  | 21–5  | 21–10 |       | Relatório |

#### Grupo N
| Jogador                    | J | V | D | SG | SP | Pts |
| -------------------------- | - | - | - | -- | -- | --- |
| CHN He Bingjiao            | 2 | 2 | 0 | 4  | 0  | 2   |
| GBR Kirsty Gilmour         | 2 | 0 | 1 | 2  | 2  | 1   |
| AZE Keisha Fatimah Azzahra | 2 | 0 | 2 | 0  | 4  | 0   |

| Data        | Hora  | Jogadora 1     | Placar | Jogadora 2             | Set 1 | Set 2 | Set 3 | Relatório |
| ----------- | ----- | -------------- | ------ | ---------------------- | ----- | ----- | ----- | --------- |
| 27 de julho | 08:30 | He Bingjiao    | 2–0    | Keisha Fatimah Azzahra | 21–8  | 21–7  |       | Relatório |
| 29 de julho | 08:30 | Kirsty Gilmour | 2–0    | Keisha Fatimah Azzahra | 21–13 | 21–11 |       | Relatório |
| 30 de julho | 19:30 | He Bingjiao    | 2–0    | Kirsty Gilmour         | 24–22 | 21–8  |       | Relatório |

#### Grupo P
| Jogador            | J | V | D | SG | SP | Pts |
| ------------------ | - | - | - | -- | -- | --- |
| CHN Chen Yufei     | 2 | 2 | 0 | 4  | 2  | 2   |
| DEN Mia Blichfeldt | 2 | 1 | 1 | 3  | 3  | 1   |
| GER Yvonne Li      | 2 | 0 | 2 | 2  | 4  | 0   |

| Data        | Hora  | Jogadora 1     | Placar | Jogadora 2     | Set 1 | Set 2 | Set 3 | Relatório |
| ----------- | ----- | -------------- | ------ | -------------- | ----- | ----- | ----- | --------- |
| 28 de julho | 14:50 | Chen Yufei     | 2–1    | Yvonne Li      | 21–14 | 17–21 | 21–9  | Relatório |
| 30 de julho | 14:50 | Mia Blichfeldt | 2–1    | Yvonne Li      | 21–14 | 14–21 | 21–12 | Relatório |
| 31 de julho | 19:30 | Chen Yufei     | 2–1    | Mia Blichfeldt | 21–8  | 19–21 | 21–11 | Relatório |

### Fase final
A fase final foi disputada em formato eliminatório direto, entre 1 e 5 de agosto de 2024, até a definição das medalhistas.
|  | Oitavas de final             | Oitavas de final      | Oitavas de final             | Oitavas de final |                 |                    | Quartas de final | Quartas de final | Quartas de final   | Quartas de final |                              |     | Semifinal | Semifinal | Semifinal | Semifinal           |                     |                     | Final               | Final | Final | Final |  |
|  |                              |                       |                              |                  |                 |                    |                  |                  |                    |                  |                              |     |           |           |           |                     |                     |                     |                     |       |       |       |  |
|  |                              |                       |                              |                  |                 |                    | KOR An Se-young  | 15               | 21                 | 21               |                              |     |           |           |           |                     |                     |                     |                     |       |       |       |  |
|  |                              |                       |                              |                  |                 |                    | KOR An Se-young  | 15               | 21                 | 21               |                              |     |           |           |           |                     |                     |                     |                     |       |       |       |  |
|  |                              |                       | JPN Akane Yamaguchi          | 21               | 17              | 8                  |                  |                  |                    |                  |                              |     |           |           |           |                     |                     |                     |                     |       |       |       |  |
|  | JPN Akane Yamaguchi          | 21                    | JPN Akane Yamaguchi          | 21               | 17              | 8                  | 21               |                  |                    |                  |                              |     |           |           |           |                     |                     |                     |                     |       |       |       |  |
|  | JPN Akane Yamaguchi          | 21                    |                              |                  |                 |                    |                  |                  |                    |                  |                              |     |           |           |           |                     |                     |                     |                     |       |       |       |  |
|  | THA Supanida Katethong       | 6                     | 13                           |                  |                 |                    |                  |                  |                    |                  |                              |     |           |           |           |                     |                     |                     |                     |       |       |       |  |
|  | THA Supanida Katethong       | 6                     | 13                           |                  | KOR An Se-young | 11                 | 21               | 21               |                    |                  |                              |     |           |           |           |                     |                     |                     |                     |       |       |       |  |
|  |                              |                       |                              |                  |                 |                    |                  |                  |                    |                  |                              |     |           |           |           |                     |                     |                     |                     |       |       |       |  |
|  |                              |                       | INA Gregoria Mariska Tunjung | 21               | 13              | 16                 |                  |                  |                    |                  |                              |     |           |           |           |                     |                     |                     |                     |       |       |       |  |
|  |                              |                       |                              |                  | 13              | 16                 |                  |                  |                    |                  |                              |     |           |           |           |                     |                     |                     |                     |       |       |       |  |
|  |                              |                       |                              |                  |                 |                    |                  |                  |                    |                  |                              |     |           |           |           |                     |                     |                     |                     |       |       |       |  |
|  |                              |                       |                              |                  |                 |                    |                  |                  |                    |                  |                              |     |           |           |           |                     |                     |                     |                     |       |       |       |  |
|  |                              | THA Ratchanok Intanon | 23                           | 9                |                 |                    |                  |                  |                    |                  |                              |     |           |           |           |                     |                     |                     |                     |       |       |       |  |
|  |                              |                       |                              |                  |                 |                    |                  |                  |                    |                  |                              |     |           |           |           |                     |                     |                     |                     |       |       |       |  |
|  |                              |                       | INA Gregoria Mariska Tunjung | 25               | 21              |                    |                  |                  |                    |                  |                              |     |           |           |           |                     |                     |                     |                     |       |       |       |  |
|  | INA Gregoria Mariska Tunjung | 21                    | INA Gregoria Mariska Tunjung | 25               | 21              | 8                  | 23               |                  |                    |                  |                              |     |           |           |           |                     |                     |                     |                     |       |       |       |  |
|  | INA Gregoria Mariska Tunjung | 21                    |                              |                  |                 |                    |                  |                  |                    |                  |                              |     |           |           |           |                     |                     |                     |                     |       |       |       |  |
|  | KOR Kim Ga-eun               | 4                     | 21                           | 21               |                 |                    |                  |                  |                    |                  |                              |     |           |           |           |                     |                     |                     |                     |       |       |       |  |
|  | KOR Kim Ga-eun               | 4                     | 21                           | 21               |                 | KOR An Se-young    | 21               | 21               |                    |                  |                              |     |           |           |           |                     |                     |                     |                     |       |       |       |  |
|  |                              |                       |                              |                  |                 |                    |                  |                  |                    |                  |                              |     |           |           |           |                     |                     |                     |                     |       |       |       |  |
|  |                              |                       | CHN He Bingjiao              | 13               | 16              |                    |                  |                  |                    |                  |                              |     |           |           |           |                     |                     |                     |                     |       |       |       |  |
|  | SGP Yeo Jia Min              | 21                    | CHN He Bingjiao              | 13               | 16              | 14                 | 22               |                  |                    |                  |                              |     |           |           |           |                     |                     |                     |                     |       |       |       |  |
|  | SGP Yeo Jia Min              | 21                    |                              |                  |                 | 14                 | 22               |                  |                    |                  |                              |     |           |           |           |                     |                     |                     |                     |       |       |       |  |
|  | JPN Aya Ohori                | 11                    | 21                           | 24               |                 |                    |                  |                  |                    |                  |                              |     |           |           |           |                     |                     |                     |                     |       |       |       |  |
|  | JPN Aya Ohori                | 11                    | 21                           | 24               |                 | JPN Aya Ohori      | 13               | 14               |                    |                  |                              |     |           |           |           |                     |                     |                     |                     |       |       |       |  |
|  |                              |                       |                              |                  |                 | JPN Aya Ohori      | 13               | 14               |                    |                  |                              |     |           |           |           |                     |                     |                     |                     |       |       |       |  |
|  |                              |                       | ESP Carolina Marín           | 21               | 21              |                    |                  |                  |                    |                  |                              |     |           |           |           |                     |                     |                     |                     |       |       |       |  |
|  | USA Beiwen Zhang             | 21                    | ESP Carolina Marín           | 21               | 21              | 9                  | 18               |                  |                    |                  |                              |     |           |           |           |                     |                     |                     |                     |       |       |       |  |
|  | USA Beiwen Zhang             | 21                    |                              |                  |                 |                    |                  |                  |                    |                  |                              |     |           |           |           |                     |                     |                     |                     |       |       |       |  |
|  | ESP Carolina Marín           | 12                    | 21                           | 21               |                 |                    |                  |                  |                    |                  |                              |     |           |           |           |                     |                     |                     |                     |       |       |       |  |
|  | ESP Carolina Marín           | 12                    | 21                           | 21               |                 | ESP Carolina Marín | 21               | 10r              |                    |                  |                              |     |           |           |           |                     |                     |                     |                     |       |       |       |  |
|  |                              |                       |                              |                  |                 |                    |                  |                  |                    |                  |                              |     |           |           |           |                     |                     |                     |                     |       |       |       |  |
|  |                              |                       | CHN He Bingjiao              | 14               | 8               |                    |                  |                  |                    |                  |                              |     |           |           |           |                     |                     |                     |                     |       |       |       |  |
|  | IND P.V. Sindhu              | 19                    | CHN He Bingjiao              | 14               | 8               | 14                 |                  |                  |                    |                  |                              |     |           |           |           | Disputa pelo bronze | Disputa pelo bronze | Disputa pelo bronze | Disputa pelo bronze |       |       |       |  |
|  | IND P.V. Sindhu              | 19                    |                              |                  |                 |                    |                  |                  |                    |                  |                              |     |           |           |           |                     |                     |                     |                     |       |       |       |  |
|  | CHN He Bingjiao              | 21                    | 21                           |                  |                 |                    |                  |                  |                    |                  |                              |     |           |           |           |                     |                     |                     |                     |       |       |       |  |
|  | CHN He Bingjiao              | 21                    | 21                           |                  | CHN He Bingjiao | 21                 | 21               |                  |                    |                  | INA Gregoria Mariska Tunjung | w/o |           |           |           |                     |                     |                     |                     |       |       |       |  |
|  |                              |                       |                              |                  | CHN He Bingjiao | 21                 | 21               |                  |                    |                  | INA Gregoria Mariska Tunjung | w/o |           |           |           |                     |                     |                     |                     |       |       |       |  |
|  |                              |                       | CHN Chen Yufei               | 16               | 17              |                    |                  |                  | ESP Carolina Marín |                  |                              |     |           |           |           |                     |                     |                     |                     |       |       |       |  |